# La cadena invisible (película de 1943)
Lassie Come Home, conocida como La cadena invisible, es un largometraje en tecnicolor de Metro-Goldwyn-Mayer de 1943 protagonizado por Roddy McDowall y el actor canino Pal. La película fue dirigida por Fred M. Wilcox a partir de un guion de Hugo Butler basado en la novela de 1940 Lassie Come-Home de Eric Knight, y fue la primera de una serie de siete películas de MGM protagonizada por "Lassie".
La película original vio una secuela, Son of Lassie, en 1945 con otras cinco películas seguidas a intervalos durante la década de 1940. Una nueva versión británica de la película de 1943 se estrenó en 2005 como Lassie con un éxito moderado. La película ha sido lanzada en VHS y DVD.
En 1993, La cadena invisible se incluyó en la selección anual de 25 películas añadidas al Registro Nacional de Películas de la Biblioteca del Congreso y se consideró "cultural, histórica o estéticamente significativa", por lo que se recomendó su conservación.

## Sinopsis

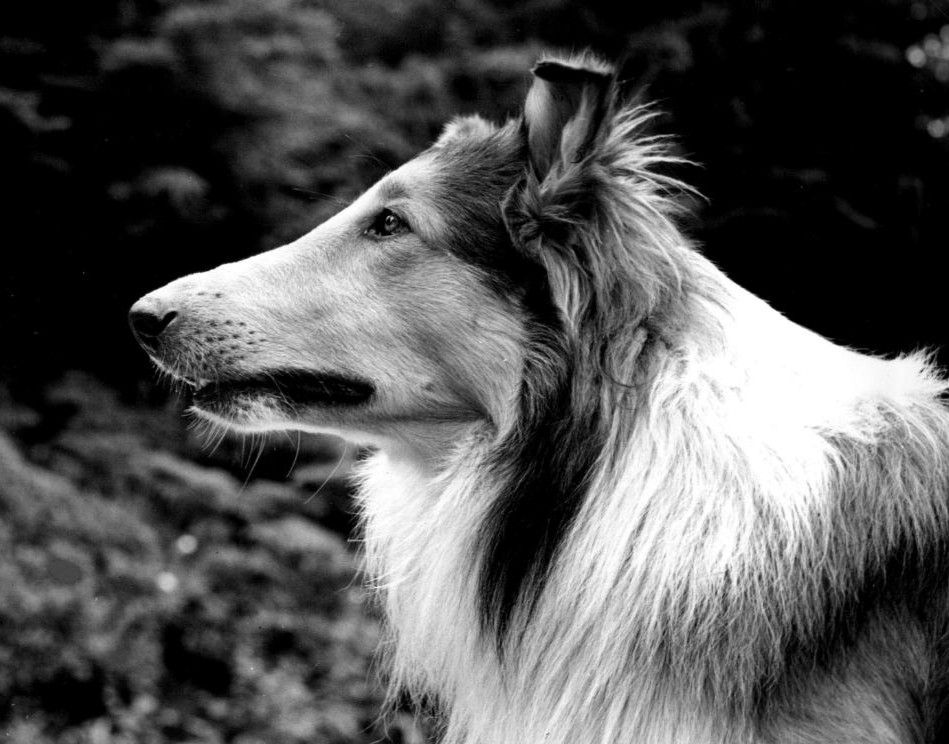
Foto de Pal, el primer perro (macho) que se empleó para dar vida al personaje de Lassie. La foto, de 1942, tal vez fuera tomada durante el rodaje de La cadena invisible

Ambientada en la era de la depresión de Yorkshire, Inglaterra, el Sr. y la Sra. Carraclough atraviesan tiempos difíciles y se ven obligados a vender su collie, Lassie, al rico duque de Rudling, quien siempre la ha admirado. El joven Joe Carraclough se desanima por la pérdida de su compañero.
Sin embargo, Lassie no querrá tener nada que ver con el duque y encuentra formas de escapar de sus perreras y regresar con Joe. El Duque finalmente lleva a Lassie a su hogar a cientos de millas de distancia en Escocia . Allí, su nieta Priscilla siente la infelicidad del perro y organiza su escape.
Lassie luego emprende un largo viaje a su casa en Yorkshire. Se enfrenta a muchos peligros en el camino, cazadores de perros y una tormenta violenta, pero también conoce a personas amables que le ofrecen ayuda y consuelo. Al final, cuando Joe ha perdido la esperanza de volver a ver a su perro, la cansada Lassie regresa a su lugar de descanso favorito en el patio de la escuela en casa. Allí, Lassie se reencuentra felizmente con el chico que ama.

## Reparto
- Roddy McDowall como Joe Carraclough, un colegial de Yorkshire
- Donald Crisp como Sam Carraclough, el padre de Joe
- May Whitty como Dally, una anciana que ayuda a Lassie en su viaje de regreso a casa.
- Edmund Gwenn como Rowlie, un hojalatero que se hace amigo de Lassie
- Nigel Bruce como duque de Rudling, abuelo de Priscilla
- Elsa Lanchester como la Sra. Carraclough, la madre de Joe
- Pal como Lassie (acreditado como Lassie)
- Elizabeth Taylor como Priscilla, una niña simpatizante con Lassie

## Producción
La película se rodó en el estado de Washington y Monterrey , California , mientras que la escena de los rápidos se rodó en el río San Joaquín . También presenta escenas del antiguo rancho Janss Conejo en el Parque Regional Wildwood en Thousand Oaks, California. Fotografía adicional ocurrió en Big Bear Lake.
Durante la producción de la película, se dijo que los ejecutivos de MGM que veían una vista previa de los diarios estaban tan conmovidos que ordenaron que se agregaran más escenas a "esta maravillosa película".

## Recepción
La película fue un gran éxito. Según los registros de MGM, ganó $ 2,613,000 en los EE. UU. y Canadá y $ 1,904,000 en el extranjero, lo que resultó en una ganancia de $ 2,249,000.
La película fue nominada a un Premio Oscar a la Mejor Fotografía, Color y más tarde el personaje de Lassie recibió una estrella en el Paseo de la Fama de Hollywood en 6368 Hollywood Boulevard. En 1993, Lassie Come Home fue seleccionada para su conservación en el Registro Nacional de Cine de los Estados Unidos por la Biblioteca del Congreso por ser "cultural, histórica o estéticamente significativa".

## Formato de lanzamiento posterior
- La película fue lanzada en VHS por MGM Home Entertainment en el año 1990.
- La película fue lanzada en formato DVD por Warner Home Video y Warner Archive Collection en 2004.

## Adaptación
Una adaptación alemana fue lanzada en 2020.